# Unsung (EP)
Unsung EP (с англ. — «Невоспетый») — мини-альбом американской христкор группы The Chariot, выпущенный 6 декабря 2005 года на звукозаписывающем лейбле Solid State Records. Альбом был спродюсирован самой группой и продюсером Мэттом Голдманом в его домашней студии Glow in the Dark в городе Атланта, штат Джорджия.

## Об альбоме
В данный релиз вошли шесть композиций, две из которых новые («Yanni Depp» и «Kenny Gibler»), а остальные четыре — это переработанные версии песен с предыдущей пластинки Everything Is Alive, Everything Is Breathing, Nothing Is Dead, and Nothing Is Bleeding. Релиз Unsung примечателен тем, что он стал первым в дискографии группы, на обложке которого можно узреть логотип The Chariot — череп.
Композиция «Kenny Gibler» позже будет перезаписана и войдёт в альбом The Fiancée. По-мимо самой перезаписи, название песни будет заменена на «Then Came to Kill», а также в записи примет участие вокалистка поп-панк группы Paramore Хейли Уильямс в качестве аккомпонимента вокалу Джоша Скогина.

## Список композиций
Автор текстов песен — Джош Скогин, композиторы — The Chariot.
| №                   | Название                                                        | Длительность |
| ------------------- | --------------------------------------------------------------- | ------------ |
| 1.                  | «Yanni Depp»                                                    | 2:41         |
| 2.                  | «Phil Cosby (Before There Was Atlanta, There Was Douglasville)» | 2:13         |
| 3.                  | «Vin Affleck (Goodnight My Lady and a Forever Farewell)»        | 2:43         |
| 4.                  | «Kenny Gibler (Play the Piano Like a Disease)»                  | 4:07         |
| 5.                  | «Sargent Savage (Die Interviewer [Germanickly Speaking])»       | 1:56         |
| 6.                  | «Donnie Cash (The Company, the Comfort, the Grave)»             | 2:24         |
| Общая длительность: | Общая длительность:                                             | 16:04        |

## Участники записи
The Chariot
- Джош Скогин — вокал
- Келлер Харбин — бэк-вокал, гитара, бас-гитара, банджо, мандолина, скрипка, пианино, волынка, барабаны
- Джошуа Бейзер — бас-гитара
- Джек Райан — барабаны

Производственный персонал
- Мэтт Голдман — продюсирование, музыкальное программирование, звукорежиссёр, клавишные
- Майк Уоттс — микширование, звукорежиссёр

Приглашённые музыканты
- Crystal Ninja Strings — струнный оркестр
- Мэтт Хинтон — банджо
- Ларри Моррис — бэк-вокал
- Трой Стэйнс — гавайская гитара